# A pedibus usque ad caput
A pedibus usque ad caput è una locuzione latina dal significato letterale di "dai piedi alla testa" ovvero completamente, nella sua interezza.
Equivale all'espressione italiana "da cima a fondo".
Cfr. A capite ad calcem.